# La Djuderia

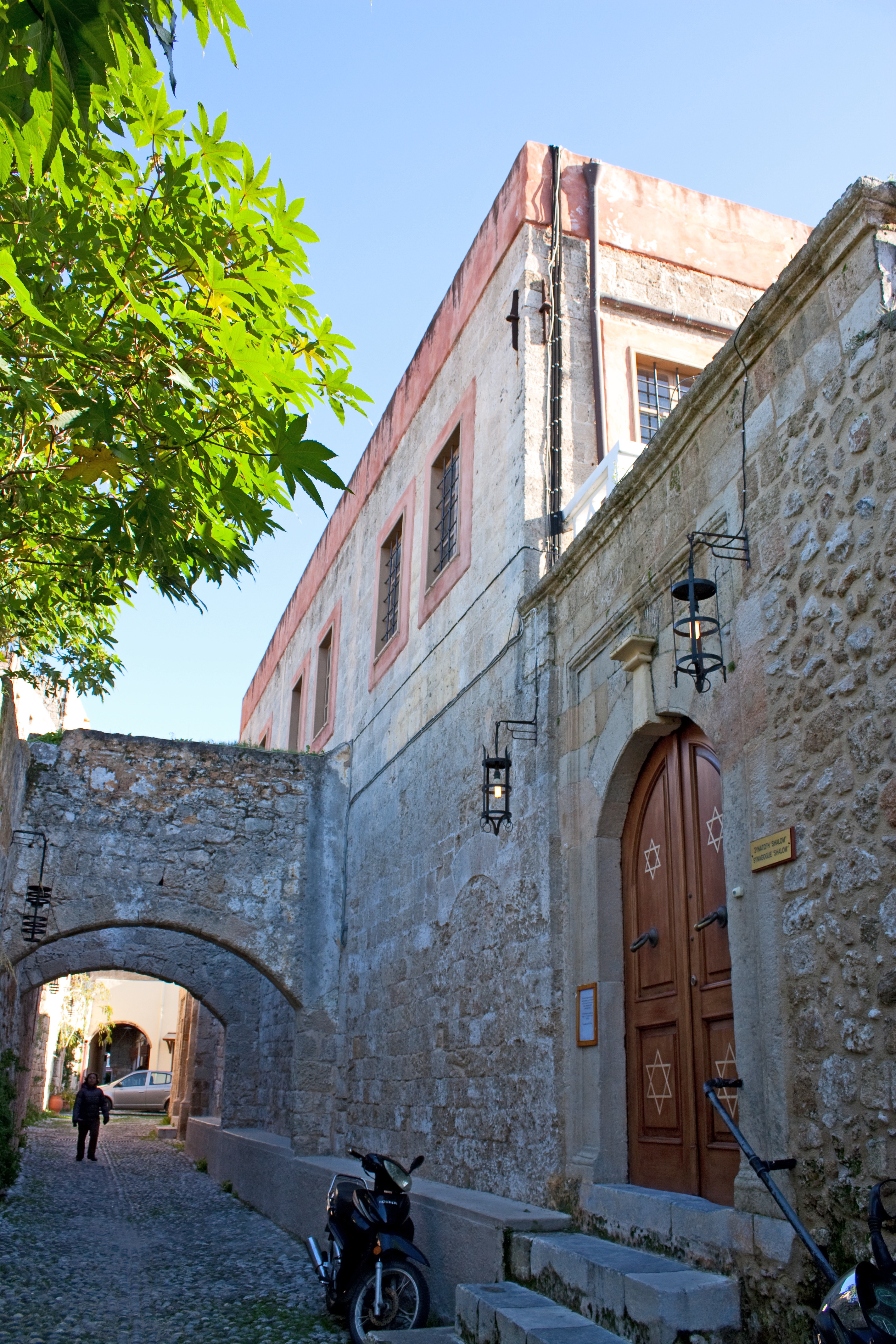
Ingresso della sinagoga di Kahal Shalom

La Djuderia era il quartiere ebraico della città di Rodi ed era abitato da ebrei sefarditi di lingua ladina.

## Storia
Sebbene ci sia sempre stata una presenza ebraica sull'isola di Rodi per quasi 2000 anni, gli abitanti de La Djuderia vi arrivarono solo nel XVI secolo, dopo essere stati espulsi dalla Spagna a seguito del Decreto dell'Alhambra.
Nel tempo gli ebrei di Rodi prosperarono fino a diventare quasi 5.000 persone all'inizio del XX secolo. Dopo la deportazione degli ebrei di Rodi nel 1944 ad opera dei nazisti, La Djuderia cessò di esistere.

## Geografia e caratteristiche
La Djuderia si trova nella parte orientale della Città Vecchia di Rodi, vicino a un molo utilizzato dalle navi da crociera.Si snoda principalmente intorno alla via Dossiadou dove si trova la sinagoga Kahal Shalom, l'unico luogo di culto ebraico rimasto sull'isola dei sei che vi sorgevano in passato, e il Museo ebraico.
Sempre nel quartiere si trovano la scuola dell'Alleanza israelitica universale, il memoriale all'Olocausto, il sito della Grande Sinagoga Kahal e numerose targhe sparse in ladino, ebraico e italiano.